# Hirundichthys ilma
Hirundichthys ilma is een straalvinnige vissensoort uit de familie van de vliegende vissen (Exocoetidae). De wetenschappelijke naam van de soort is voor het eerst geldig gepubliceerd in 1899 door Clarke.